# IS Göta
L'Idrottssällskapet Göta est un club omnisports situé à Helsingborg en Suède fondé en 1898. Il possède des sections d'athlétisme, de football, de bandy, d'hockey-sur-glace, de tennis et de handball.
L'équipe de handball accède dans le Championnat de Suède en 1965 et remporte la compétition dès sa première saison. S'il se classe troisième la saison suivante, le club ne parvient pas à renouveler ses performances et est relégué en 1970 avant d'être dissoute en 1981.

## Palmarès
- Championnat de Suède masculin de handball (1) : 1965-66